# SC Friburgo
El Sport-Club Friburgo, (Sport-Club Freiburg e.V. en alemán) o conocido simplemente como Friburgo, es un club de fútbol de la ciudad de Friburgo, en Baden-Wurtemberg, Alemania. Actualmente disputa en la 1. Bundesliga, la máxima categoría del fútbol alemán. Fue fundado el 30 de mayo de 1904, tras la fusión del Freiburger Fußballverein 04 y el FC Schwalbe Freiburg.

## Historia
El club remonta sus orígenes a un par de clubes fundados en 1904: Freiburger Fußballverein 04 fue fundado en marzo de ese año; FC Schwalbe Freiburg lo fue apenas dos meses más tarde. Ambos clubs experimentaron varios cambios de nombre: FC Schwalbe se convirtió en FC Mars en 1905, luego en Unión Freiburg en 1906. El Freiburger Fußballverein 04 se convirtió en Freiburg Sportverein en 1909. Tres años más tarde, ambos equipos formaron el Sportclub Freiburg.
En 1918, después de la devastación de la Primera Guerra Mundial, el SC Friburgo concretó un arreglo temporal con Freiburger FC para poder poner en campo un equipo completo. El nuevo equipo se llamó el KSG Friburgo. El año siguiente, SC Friburgo se asoció al FT 1844 Friburgo como el departamento de fútbol de ese club. Este acuerdo terminó en el año 1928 cuando realizaron un arreglo para compartir estadio con el PSV (Polizeisportvereins) Friburgo 1924 que duró hasta 1930, cuando el PSV desapareció. El SC Friburgo acordó otra vez con el FT 1844 Friburgo en 1938.
Al final de la Segunda Guerra Mundial, las fuerzas aliadas de ocupación disolvieron la mayoría de las organizaciones existentes en Alemania, incluyendo los clubes de fútbol y de deportes en general. Se permitió que pudieran reorganizarse pasado un año, pero se requirió a los clubes que cambiaran de nombre para que no pudieran ser asociados con el reciente pasado Nazi. El SC Friburgo, por lo tanto, tomó el nombre VfL Friburgo. En 1950, las autoridades francesas de ocupación comenzaron a permitir a los viejos clubs recuperar su identidad y finalmente, en 1952, el club volvió a llamarse SC Friburgo.
En este punto, la historia del club había sido caracterizada por modestos éxitos. En los años 30, el SC Friburgo jugó en la Berzirkliga (II) y consiguió unos pocos títulos locales. 
Siendo un club pequeño, SC Friburgo es conocido por el espíritu de lucha y juego en equipo. Esto los condujo a la 2.ª Bundesliga en 1978–79, donde jugaron una década y media antes de ascender en 1993 a la 1. Bundesliga, la primera división del fútbol alemán. El equipo realizó una excelente campaña en el segundo año de participación en esta categoría, terminando tercero, apenas tres puntos detrás del campeón Borussia Dortmund. En ese tiempo, el club adquirió el apodo Breisgau-Brasilianer (literalmente los brasileños de Brisgovia) debido a su atractivo estilo de juego. Pese a que ha descendido tres veces desde que comenzó a jugar en la 1.ª Bundesliga, en general el SC Friburgo ha ascendido inmediatamente a la liga superior. Sin embargo, no lo logró en las temporadas entre 2005 y 2009. Fue la primera vez desde 1992 que Friburgo jugó en la 2.ª Bundesliga por varias temporadas consecutivas. Pero aun así, los Breisgau-Brasilianer continuaron siendo un equipo competitivo y siempre fueron favoritos para ascender a la 1.ª Bundesliga.
El entrenador de entonces, Volker Finke, es el entrenador con más permanencia consecutiva en la dirección de un equipo en la Bundesliga (16 años en Friburgo, desde 1991 hasta 2007).

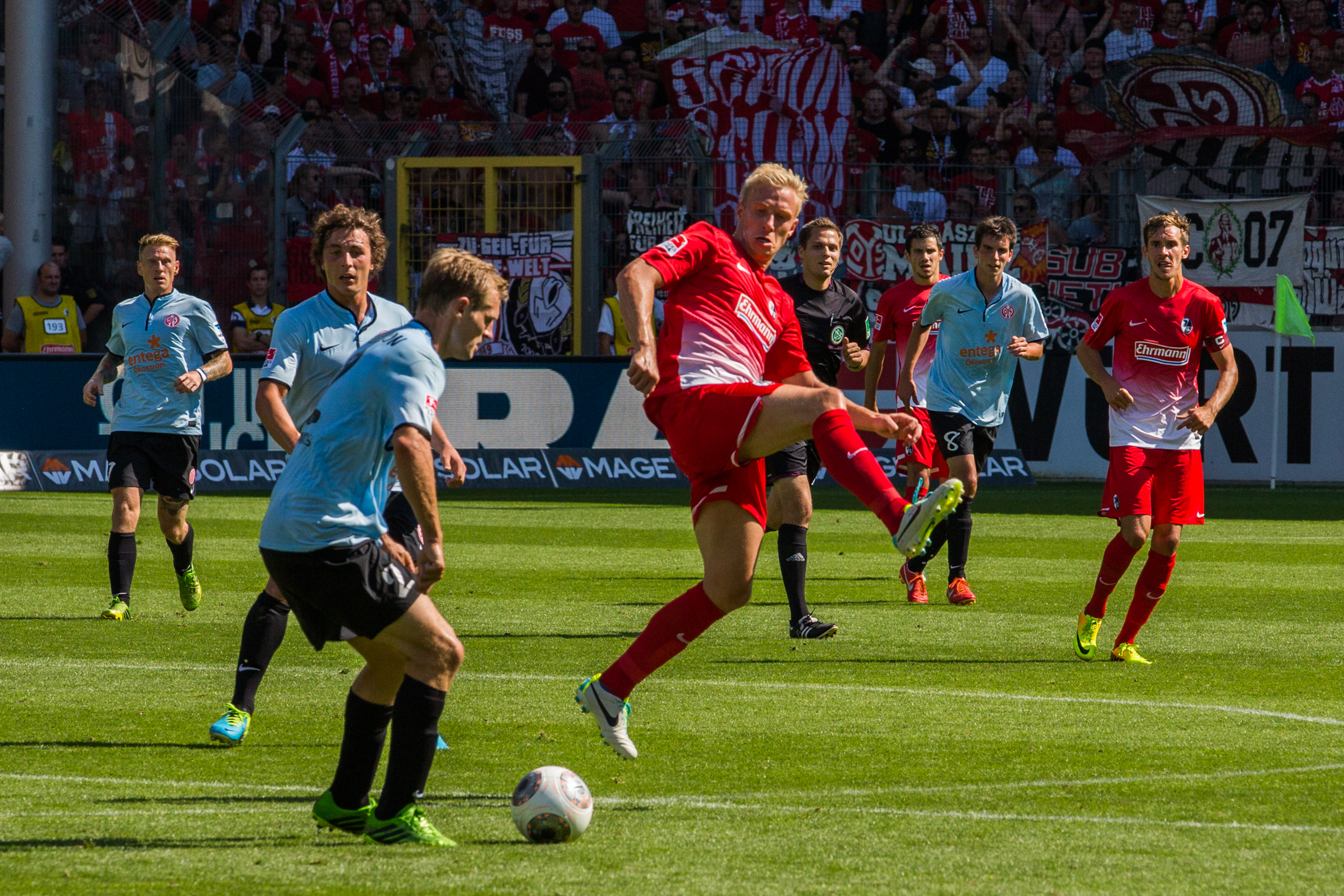
El SC Freiburg disputando un partido contra el 1. FSV Mainz 05, durante la temporada 2013-2014 de la Bundesliga.

Desde 2009 nuevamente en la 1.ª Bundesliga y tras el descenso por una temporada (2014–15) a la segunda división, vuelve a primera división después de imponerse 1–2 contra el Paderborn 07 en el antepenúltimo partido de la temporada regular. Esto sucedió bajo la nueva era del entrenador Christian Streich, que dirige el equipo desde 2012 y que demuestra una vez más el camino excepcional del club con alta fidelidad y continuidad con sus empleados.
El 19 de abril de 2022 alcanzaron la Primera Final de la Copa Alemana en su historia tras vencer al Hamburgo S.V por 1-3 y disputándola contra el RB Leipzig respectivamente.

## Rivalidad
Su máximo rival es el otro club de la ciudad: Freiburger FC, quién ha salido campeón pero que actualmente se encuentra en divisiones inferiores.

## Instalaciones

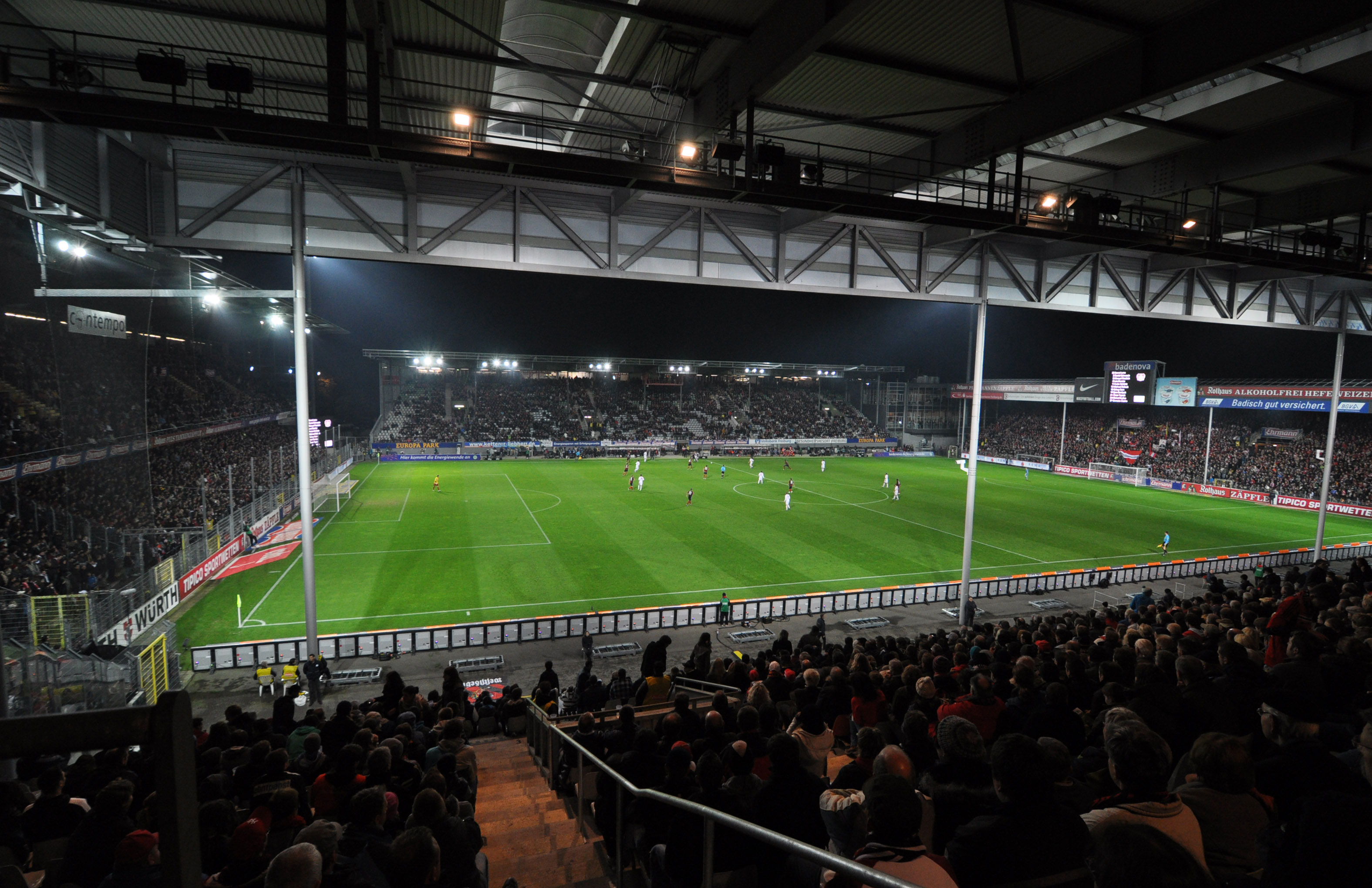
Vista interior del Dreisamstadion en 2011.

## Jugadores
| Máximos goleadores                  | Máximos goleadores           | Máximos goleadores | Más partidos disputados | Más partidos disputados | Más partidos disputados |
| ----------------------------------- | ---------------------------- | ------------------ | ----------------------- | ----------------------- | ----------------------- |
| 1.                                  | Nils Petersen                | 103 goles          | 1.                      | Andreas Zeyer           | 441 partidos            |
| 2.                                  | Joachim Löw                  | 83 goles           | 2.                      | Christian Günter        | 385 partidos            |
| 3.                                  | Vincenzo Grifo               | 83 goles           | 3.                      | Nicolas Höfler          | 322 partidos            |
| 4.                                  | Wolfgang Schüler             | 65 goles           | 4.                      | Reinhard Binder         | 306 partidos            |
| 5.                                  | Aleksandr Iashvili           | 63 goles           | 5.                      | Karl-Heinz Schulz       | 297 partidos            |
| 6.                                  | Souleyman Sané               | 58 goles           | 6.                      | Rolf Maier              | 295 partidos            |
| 7.                                  | Uwe Spies                    | 53 goles           | 7.                      | Aleksandr Iashvili      | 281 partidos            |
| 8.                                  | Andreas Zeyer                | 46 goles           | 8.                      | Joachim Löw             | 263 partidos            |
| 9.                                  | Soumaïla Coulibaly           | 43 goles           | 9.                      | Nils Petersen           | 259 partidos            |
| 10.                                 | Reinhard Binder Papiss Cissé | 39 goles           | 10.                     | Boubacar Diarra         | 250 partidos            |
| En negrita jugadores aun en activo. |                              |                    |                         |                         |                         |

## Palmarés
| Competición nacional       | Títulos                            | Subcampeonatos |
| -------------------------- | ---------------------------------- | -------------- |
| Copa de Alemania (0/1)     |                                    | 2021-22        |
| 2. Bundesliga (4/1)        | 1992–93, 2002–03, 2008–09, 2015–16 | 1997-98        |
| Amateurliga Südbaden (3/0) | 1965, 1968, 1978                   |                |

## Entrenadores
Entrenadores del club desde 1946:
- Andreas Munkert (1946 – 1949)
- Arthur Mattes (1949 – 1950)
- Andreas Munkert (1950 – 1953)
- Willi Hornung (1953 – 1955)
- Kurt Mannschott (1956 – 1958)
- Hans Roggow (1960-1963)
- Hans Faber (1963-1964)
- Hans Diehl (1964-1969)
- Edgar Heilbrunner (1969-1972)
- Manfred Brief (1 de julio de 1972-30 de septiembre de 1978)
- Heinz Baas (30 de septiembre de 1978-30 de junio de 1979)
- Norbert Wagner (1 de julio de 1979-24 de enero de 1980)
- Jupp Becker (1 de julio de 1980-24 de enero de 1981)
- Horst Zick (25 de enero de 1981-30 de junio de 1981)
- Lutz Hangartner (1 de julio de 1981-30 de junio de 1982)
- Werner Olk (1 de julio de 1982-30 de junio de 1983)
- Fritz Fuchs (1 de julio de 1983-30 de junio de 1984)
- Antun Rudinski (1 de julio de 1984-1 de enero de 1986)
- Jupp Becker (25 de enero de 1986-22 de marzo de 1986)
- Horst Zick (23 de marzo de 1986-30 de junio de 1986)
- Jörg Berger (1 de julio de 1986- 17 de diciembre de 1988)
- Fritz Fuchs (1 de enero de 1989-8 de abril de 1989)
- Uwe Ehret (9 de abril de 1989-30 de junio de 1989)
- Lorenz-Günther Köstner (1 de julio de 1989-26 de agosto de 1989)
- Uwe Ehret (27 de agosto de 1989-26 de noviembre de 1989)
- Bernd Hoß (1 de diciembre de 1989-30 de junio de 1990)
- Eckhard Krautzun (1 de julio de 1990-30 de junio de 1991)
- Volker Finke (1 de julio de 1991-20 de mayo de 2007)
- Robin Dutt (2 de junio de 2007-30 de junio de 2011)
- Marcus Sorg (1 de julio de 2011-29 de diciembre de 2011)
- Christian Streich (29 de diciembre de 2011-30 de junio de 2024)
- Julian Schuster (1 de julio de 2024-)

## Participación en competiciones de la UEFA
| Competicion UEFA | Competicion UEFA | Competicion UEFA | Competicion UEFA    | Competicion UEFA | Competicion UEFA | Competicion UEFA |
| Temporada        | Competición      | Ronda            | Club                | Computo global   | Ida              | Vuelta           |
| ---------------- | ---------------- | ---------------- | ------------------- | ---------------- | ---------------- | ---------------- |
| 1995/96          | UEFA Cup         | 1R               | Slavia Praga        | 1-2              | 1-2 (C)          | 0-0 (F)          |
| 2001/02          | UEFA Cup         | 1R               | FK Matador Púchov   | 2-1              | 0-0 (F)          | 2-1 (C)          |
| 2001/02          | UEFA Cup         | 2R               | FC St. Gallen       | 4-2              | 0-1 (C)          | 4-1 (F)          |
| 2001/02          | UEFA Cup         | 3R               | Feyenoord           | 2-3              | 0-1 (F)          | 2-2 (C)          |
| 2013/14          | Europa League    | Grupo H          | Sevilla FC          | 0-4              | 0-2 (C)          | 0-2 (F)          |
| 2013/14          | Europa League    | Grupo H          | Slovan Liberec      | 4-3              | 2-2 (C)          | 2-1 (F)          |
| 2013/14          | Europa League    | Grupo H          | GD Estoril-Praia    | 1-1              | 1-1 (C)          | 0-0 (F)          |
| 2017/18          | Europa League    | Q3               | NK Domžale          | 1-2              | 1–0 (C)          | 0–2 (F)          |
| 2022/23          | Europa League    | Grupo G          | Olympiakos          | 4-1              | 3-0 (F)          | 1-1 (C)          |
| 2022/23          | Europa League    | Grupo G          | FC Nantes           | 6-0              | 2-0 (C)          | 4-0 (F)          |
| 2022/23          | Europa League    | Grupo G          | FK Qarabağ          | 3-2              | 2-1 (C)          | 1-1 (F)          |
| 2022/23          | Europa League    | 1/8              | Juventus FC         | 0-3              | 0-1 (F)          | 0-2 (C)          |
| 2023/24          | Europa League    | Grupo A          | Olympiakos          | 8-2              | 3-2 (F)          | 5-0 (C)          |
| 2023/24          | Europa League    | Grupo A          | West Ham United FC  | 1-4              | 1-2 (C)          | 0-2 (F)          |
| 2023/24          | Europa League    | Grupo A          | FK TSC Bačka Topola | 8-1              | 3-1 (F)          | 5-0 (C)          |
| 2023/24          | Europa League    | Play-off 1/8     | RC Lens             | 3-2              | 0-0 (F)          | 3-2 n.v. (C)     |
| 2023/24          | Europa League    | 1/8              | West Ham United FC  | 1-5              | 1-0 (C)          | 0-5 (F)          |